# Atilio Cremaschi
Atilio Cremaschi Oyarzún (ur. 8 marca 1923 w Punta Arenas, zm. 3 września 2007) – piłkarz chilijski grający podczas kariery na pozycji napastnika.

## Kariera klubowa
Kariery piłkarską Atilio Cremaschi rozpoczął w stołecznym Unión Española w 1941. Z Uniónem Española zdobył mistrzostwo Chile w 1943 i 1951. W latach 1953–1958 był zawodnikiem lokalnego rywala - CSD Colo-Colo. Z Colo-Colo dwukrotnie zdobył mistrzostwo w 1953 i 1956 oraz Puchar Chile w 1958. Ogółem w barwach Colo-Colo rozegrał 108 meczów, w których zdobył 39 bramek.
Piłkarską karierę zakończył w CSD Rangers w 1960.

## Kariera reprezentacyjna
W reprezentacji Chile Cremaschi zadebiutował 31 stycznia 1945 w wygranym 2-0 spotkaniu w Copa América z Kolumbią. Na turnieju którego Chile było gospodarzem, Chile zajęło trzecie miejsce, a Cremaschi wystąpił tylko w tym meczu. W 1946 po raz drugi uczestniczył w turnieju Copa América. Na turnieju w Argentynie Chile zajęło piąte miejsce a Cremaschi wystąpił w czterech meczach: z Urugwajem, Paragwajem (bramka), Brazylią i Boliwią (2 bramki).
W 1949 po raz trzeci uczestniczył w turnieju Copa América, na którym Chile zajęło piąte miejsce. Na turnieju w Brazylii Busquets wystąpił w czterech meczach: z Paragwajem (bramka), Peru i Urugwajem (bramka). 
W 1950 roku został powołany przez selekcjonera Arturo Bucciardiego do kadry na mistrzostwa świata w Brazylii. Na mundialu Busquets wystąpił we wszystkich trzech meczach: z Anglią, Hiszpanią i USA (2 bramki). W 1952 uczestniczył w pierwszej edycji mistrzostw panamerykańskich, na którym Chile zajęło drugie miejsce. Na tym turnieju Cremaschi wystąpił w trzech meczach: z Peru (bramka), Urugwajem (bramka) i Brazylią.
W 1953 po raz czwarty i ostatni uczestniczył w turnieju Copa América. Na turnieju w Peru Chile zajęło czwarte miejsce a Cremaschi wystąpił w czterech meczach: z Paragwajem, Urugwajem, Peru, Ekwadorem (bramka), Brazylią i Boliwią. Ostatni raz w reprezentacji wystąpił 14 marca 1954 w przegranym 0-1 meczu eliminacjach mistrzostw świata z Brazylią. Od 1945 do 1954 roku rozegrał w kadrze narodowej 29 spotkań, w których zdobył 10 bramek.